# Alticorpus pectinatum
Espèce
Statut de conservation UICN

 LC  : Préoccupation mineure
Alticorpus pectinatum est un poisson appartenant à la famille des Cichlidae.